# Ісландія на літніх Олімпійських іграх 2012
Ісландію на літніх Олімпійських іграх 2012 представляли 66 спортсменів у 14 видах спорту. Ісландські спортсмени не здобули жодної медалі. 
Збірна Ісландії з гандболу виграла свою підгрупу, але поступилася у чвертьфіналі угорцям одним м'ячем у другому овертаймі. 

## Виноски
1. ↑  https://archive.today/20121205091037/www.london2012.com/handball/event/men/match=hbm400301/index.html